# Comté de Gallatin (Montana)
Pour les articles homonymes, voir Comté de Gallatin.
Le comté de Gallatin est un des 56 comtés de l’État du Montana, aux États-Unis. En 2010, la population était de 89 513 habitants. Son siège est Bozeman. Le comté a été fondé en 1864 et doit son nom à la rivière Gallatin ou à Albert Gallatin, homme politique américain.

## Géolocalisation
| Comté de Jefferson      | Comté de Broadwater | Comté de Meagher       |
| Comté de Madison        | Comté de Gallatin   | Comté de Park          |
| Comté de Fremont, Idaho |                     | Comté de Park, Wyoming |

## Principales villes
- Belgrade
- Bozeman
- Manhattan
- Three Forks
- West Yellowstone